# Roman Potočný
Roman Potočný (ur. 25 kwietnia 1991 w Roudnice nad Labem) – czeski piłkarz, występujący na pozycji napastnika w czeskim klubie Viktoria Pilzno (wypożyczony z Baník Ostrawa) oraz w reprezentacji Czech.

## Kariera klubowa
Karierę piłkarską rozpoczął w SK Roudnice nad Labem, a następnie jako junior występował w Sparcie Praga i Bohemians 1905.
W latach 2011–2014 był zawodnikiem Bohemians 1905, skąd wypożyczony był do klubów: SK Roudnice nad Labem, SFC Opava i FC MAS Táborsko. Latem 2014 przeszedł do SK Sokol Brozany, a następnie w styczniu 2015 podpisał kontrakt z FK Teplice. Roman Potočný po dwóch latach zmienia drużynę i przenosi się do Slovan Liberec.
29 stycznia 2020 podpisał trzyipółletni kontrakt z Baníkem Ostrawa. W 2021 wypożyczony był do Fastavu Zlín, a 6 stycznia 2022 do Viktorii Pilzno.

## Kariera reprezentacyjna
7 września 2020 debiutował w reprezentacji Czech podczas przegranego 1:2 meczu Ligi Narodów UEFA ze Szkocją.